# Stenohya martensi
Stenohya martensi är en spindeldjursart som först beskrevs av Wolfgang Schawaller 1987.  Stenohya martensi ingår i släktet Stenohya och familjen helplåtklokrypare. Inga underarter finns listade i Catalogue of Life.